# Cheshmeh Bārīk
Cheshmeh Bārīk (persiska: چشمه باریک) är en bondby i Iran.   Den ligger i provinsen Ilam, i den västra delen av landet, 500 km sydväst om huvudstaden Teheran. Cheshmeh Bārīk ligger 1 618 meter över havet och antalet invånare är 164.
Terrängen runt Cheshmeh Bārīk är huvudsakligen kuperad. Cheshmeh Bārīk ligger uppe på en höjd. Runt Cheshmeh Bārīk är det glesbefolkat, med 15 invånare per kvadratkilometer. Närmaste större samhälle är Arakvāz-e Malekshāhī, 6,6 km nordost om Cheshmeh Bārīk. Omgivningarna runt Cheshmeh Bārīk är i huvudsak ett öppet busklandskap.